# Троица (фильм, 1958)
Троица (итал. Le dritte) — итальянская кинокомедия режиссёра Марио Амендоли 1958 года. Ассистентом режиссёра выступил Альфонсо Брешия, ставший позднее довольно известным режиссёром и сценаристом.

## Сюжет
Трём девушкам-подругам не везёт в любви. Знакомые ребята презрительно называют их «тётушками» за то, что девушки флиртуют, но не позволяют им более близких отношений до свадьбы. Присмотрев себе трёх неразлучных друзей, девушки выстраивают коварный план, чтобы ещё больше заинтересовать их.